# Гермоген Тарсский
Гермоге́н или Ермоге́н (др.-греч. Ἑρμογένης; лат. Hermogenes; середина II века — начало III века) — христианский богослов, философ, художник, софист и ритор. Имел прозвище др.-греч. Ξυστήρ — «скребок».

## Биография
Гермоген родился в Сирии, в Тарсе. Принял христианство. В Суде сообщается о том, что благодаря своим выдающимся способностям Гермоген жил при дворе римского императора Марка Аврелия. Когда Гермогену было всего 15 лет, то он приобрёл необыкновенную славу как ритор и софист. Император пришёл послушать его речи, был в восторге от Гермогена, одарил его подарками, а затем поселил его при своём дворе.
Гермоген писал свои сочинения с 18 до 20 лет. В 24 года, вследствие физической болезни, он стал слабоумным. Тертуллиан писал о том, что Гермоген был несколько раз женат. Гермоген умер в преклонном возрасте.

## Сочинения Гермогена
- «Τέχνην ῥητορικήν» («Искусство риторики»)
- «Περὶ στάσεων» («Точка зрения»)
- «Περὶ ἰδεῶν λόγου» («О видимом Слове») — 2 книги.
- «Περὶ κοίλης Συρίας» («О Келесирии») — 2 книги.

## Учение
Гермоген создал учение, согласно которому материя вечна и не является сотворенной Богом. Материя совечна Богу по Гермогену, и является ниже по своему статусу чем Бог; из материи, которая была не устроена, Бог создаёт мир. Гермоген признавал, что Иисус Христос родился от Девы и Святого Духа и был во всем подобен людям. Гермоген, объясняя «Он поставил в них жилище солнцу» (Пс. 18:5), считал, что тело Иисуса Христа после Вознесения оказалось на Солнце, а сам Христос вернулся к Отцу.
Учение Гермогена о вечности материи было впоследствии подвергнуто критике Тертуллианом, Оригеном, Феофилом Антиохийским, Феодоритом Кирским.